# محافظة قلمرية
محافظة قُلُمْرِيَة أو قلنبرية أو كويمبرا هي إحدى محافظات البرتغال. يبلغ عدد سكانها 441,245 نسمة. تبلغ مساحتها 3947 كم².